# Jelizovský okres
Jelizovský okres (rusky Елизовский район) je územně-administrativní jednotka Kamčatského kraje na poloostrově Kamčatka v Dálněvýchodním federálním okruhu Ruské federace. Správním střediskem okresu je město Jelizovo. K 1. lednu 2018 bylo na území Jelizovského okresu registrováno 64 203 obyvatel, což oproti předchozímu období představovalo mírný nárůst jejich počtu. Vzhledem k rozloze okresu, který je největším z jedenácti okresů Kamčatského kraje, je hustota osídlení pouze 1,57 obyvatel na 1 km². Okres Jelizovo je rozčleněn na 10 podřízených celků - dva městské (Jelizovskoje a Vulkannoje) a osm vesnických, do nichž je zařazeno celkem 27 vesnic a osad. V městských sídlech žije 63,43 % obyvatel okresu.

## Geografie
Jelizovský okres, který zahrnuje oblast při jihovýchodním pobřeží Kamčatky, tvoří 8,8 % Kamčatského kraje. Výjimkou jsou teritoria uzavřeného města Viljučinska a kamčatské metropole Petropavlovska-Kamčatského, která mají samostatný status a nespadají pod Jelizovský okres.
Jelizovský okres je významný především z hlediska zdejšího přírodního bohatství. Na území okresu se nachází dvacet z celkové počtu 29 kamčatských činných sopek.Tyto sopky jsou od roku 1996 zapsány na seznam Světového dědictví UNESCO. Součástí Světového dědictví je rovněž Kronocká státní přírodní biosférická rezervace (Кроноцкий государственный природный биосферный заповедник) o rozloze 10 000 km², jedna z nejstarších přírodních rezervací na území Ruska, jejíž základy vznikly již v roce 1882. Do území, zapsaného na seznamu Světového dědictví UNESCO, náleží také Údolí gezírů, Jihokamčatská státní přírodní rezervace ( государственный заказник «Южно-Камчатский») a přírodní parky Nalyčevský a Jihokamčatský. Kromě toho se na území Jelizovského okresu nachází dalších sedm rezervací a několik desítek přírodních památek, které jsou ve správě Kamčatského kraje. V Jelizovském okrese pramení mnoho řek a říček, které protékají hlubokými až kaňonovitými údolími a vytvářejí četné peřeje a vodopády.

## Historie
Nejstarší obcí v regionu je obec Korjaki (Коряки), která byla vznikla v roce 1700. Koncem 17. století vybudovali původní obyvatelé Kamčatky a příslušníci národa Itelmenů (dříve nazýváni "Kamčadalové") v místě dnešního Jelizova malé opevnění Staryj Ostrog (урочище Старый Острог). V roce 1838 vznikla obec Staryj Ostrog, která byla o 60 let později, v roce 1897, přejmenována na obec Zavojko. Stalo se tak na počest Vasilije Stěpanoviče Zavojka, admirála Ruského carského námořnictva, jenž v roce 1854 velel hrdinné obraně Petropavlovska proti početní převaze britského a francouzského loďstva, které v operovalo v pacifických vodách v době Krymské války. V roce 1924 byla obec Zavojko přejmenována na počest bolševického partyzánského velitele Georgije Jelizova na Jelizovo. 
Dne 17. listopadu 1949 byl vydán výnos prezidia Nejvyššího sovětu Sovětského svazu č. 741/8 o zřízení Jelizovského okresu v rámci Kamčatské oblasti Chabarovského kraje se sídlem v obci Jelizovo. Od 1. července 2007 se Kamčatská oblast stala Kamčatským krajem.

## Ekonomika
Těžiště ekonomiky Jelizovského okresu je především v zemědělství, včetně lesnictví, dřevozpracujícího průmyslu a rybolovu. Významnou roli ovšem hraje také orientace na služby v oblasti rekreace a turistického ruchu. V Paratunské lázeňské zóně (balneologické lázně Paratunka) a v lázeňské zóně Načiki v oblasti Malkinských minerálních pramenů se nachází celkem 31 rekreačních zařízení a čtyři sanatoria. V době prázdnin je zde kromě toho také sedm letních dětských ozdravných táborů.

## Termální prameny

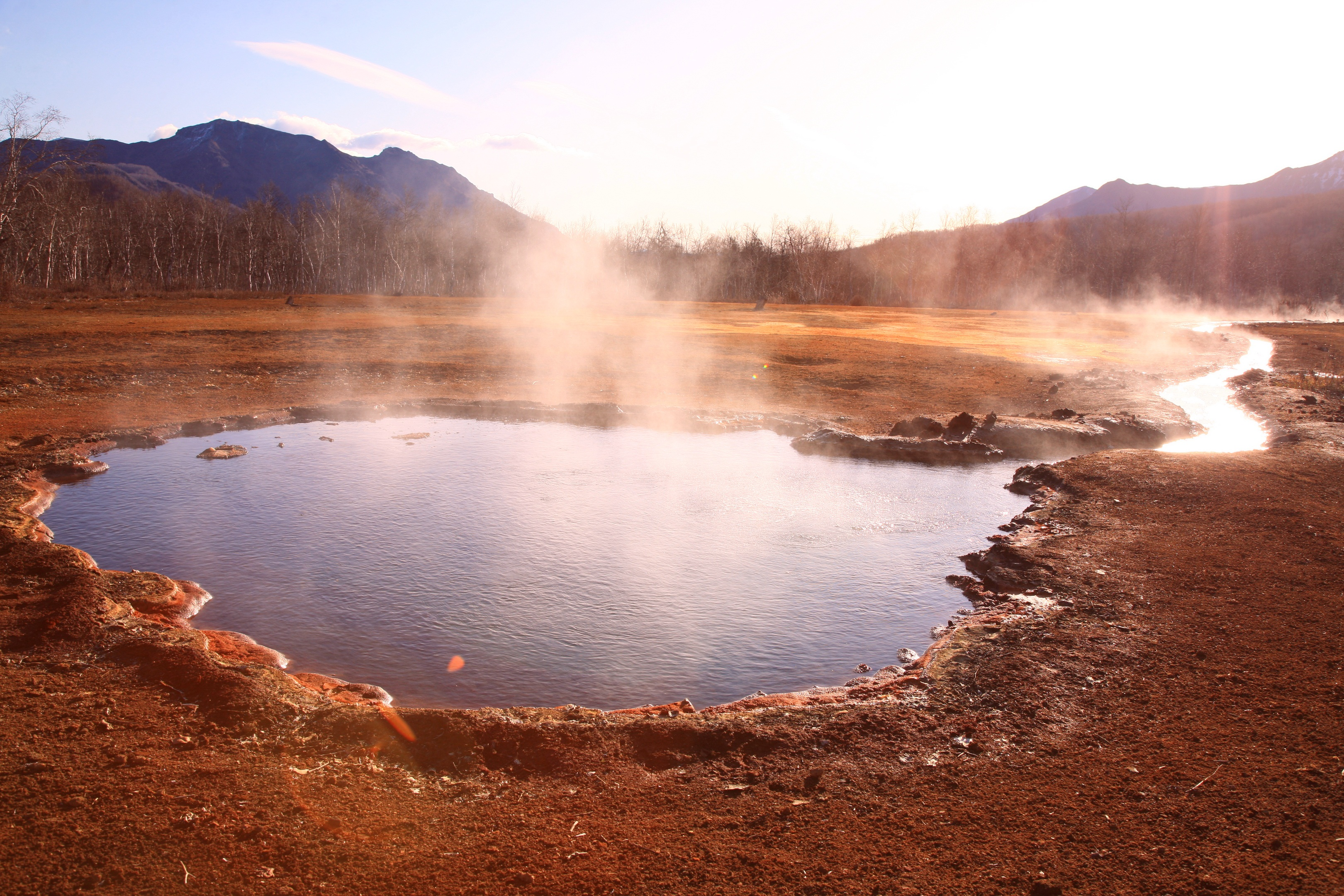
Prameny v Nalyčevském údolí
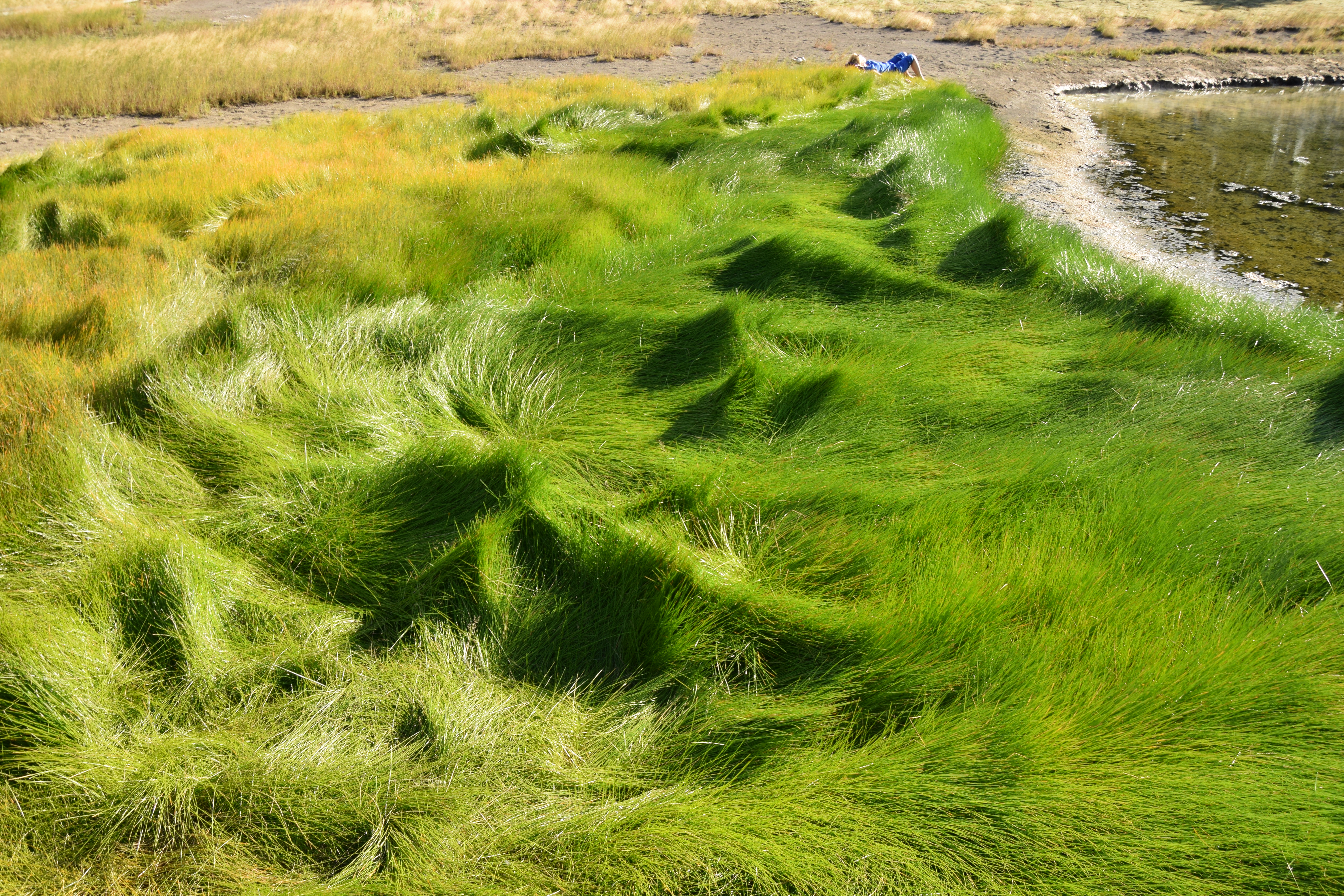
Prameny u sopky Chodutka
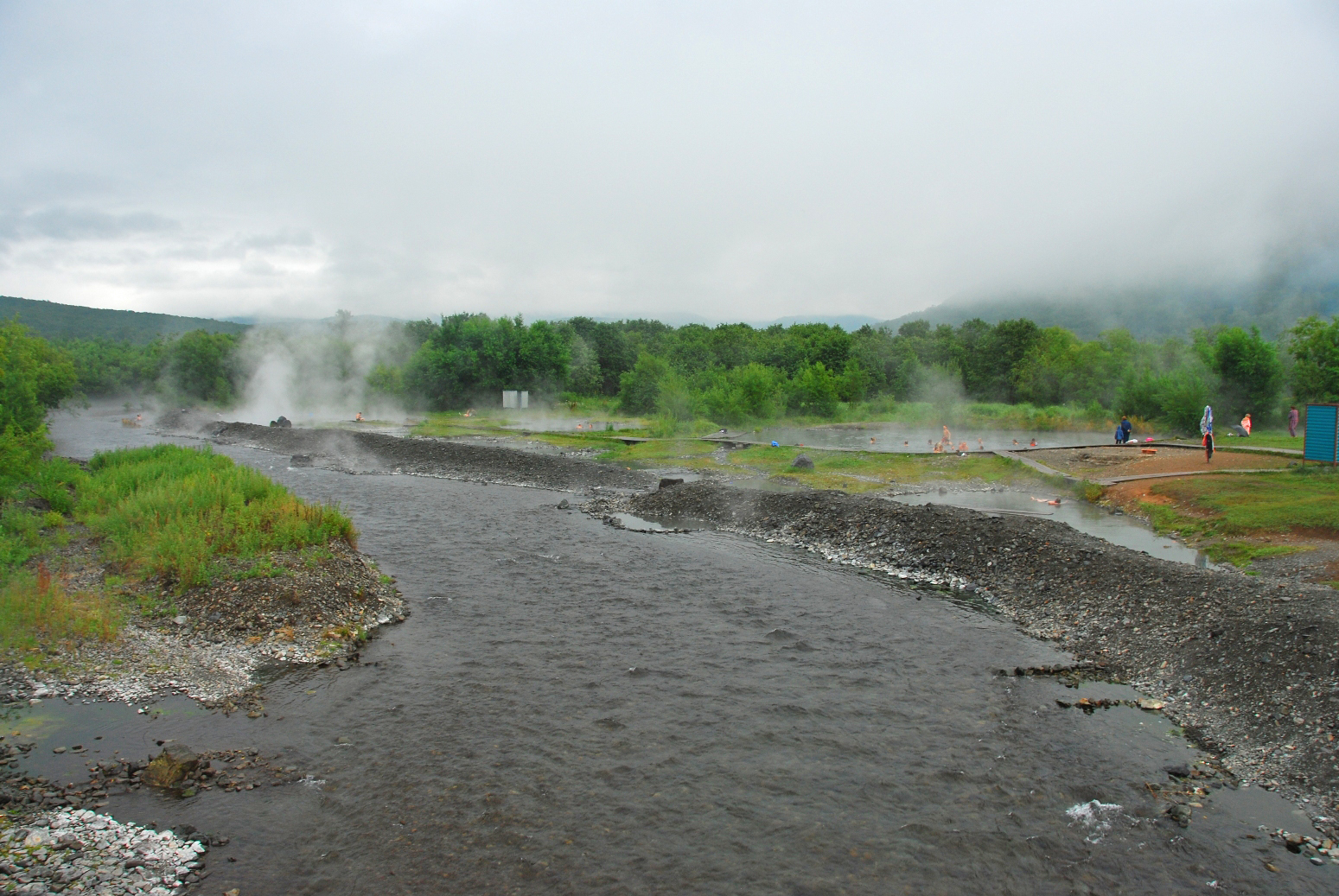
Malkinské termální prameny
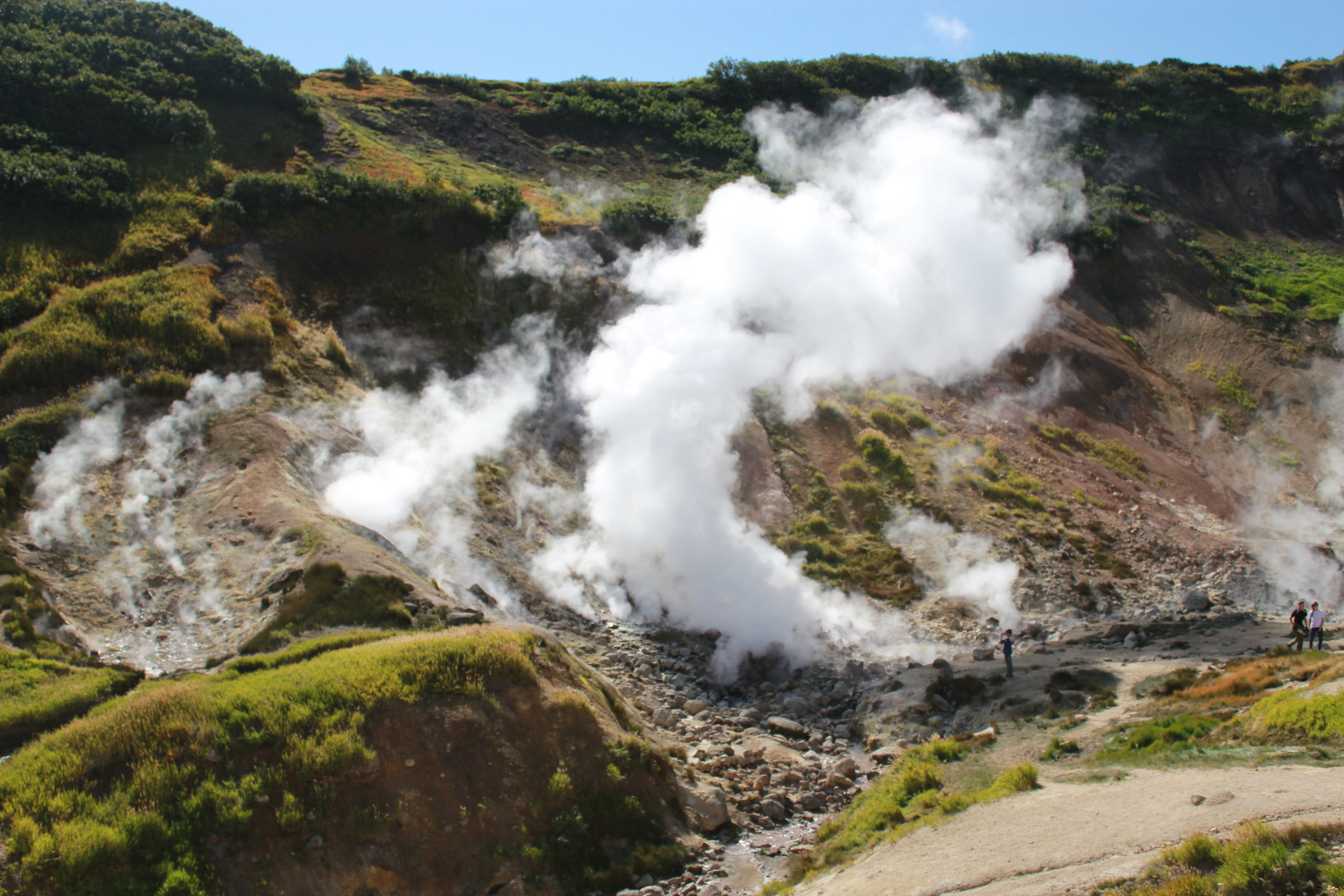
Termální prameny Dačnye
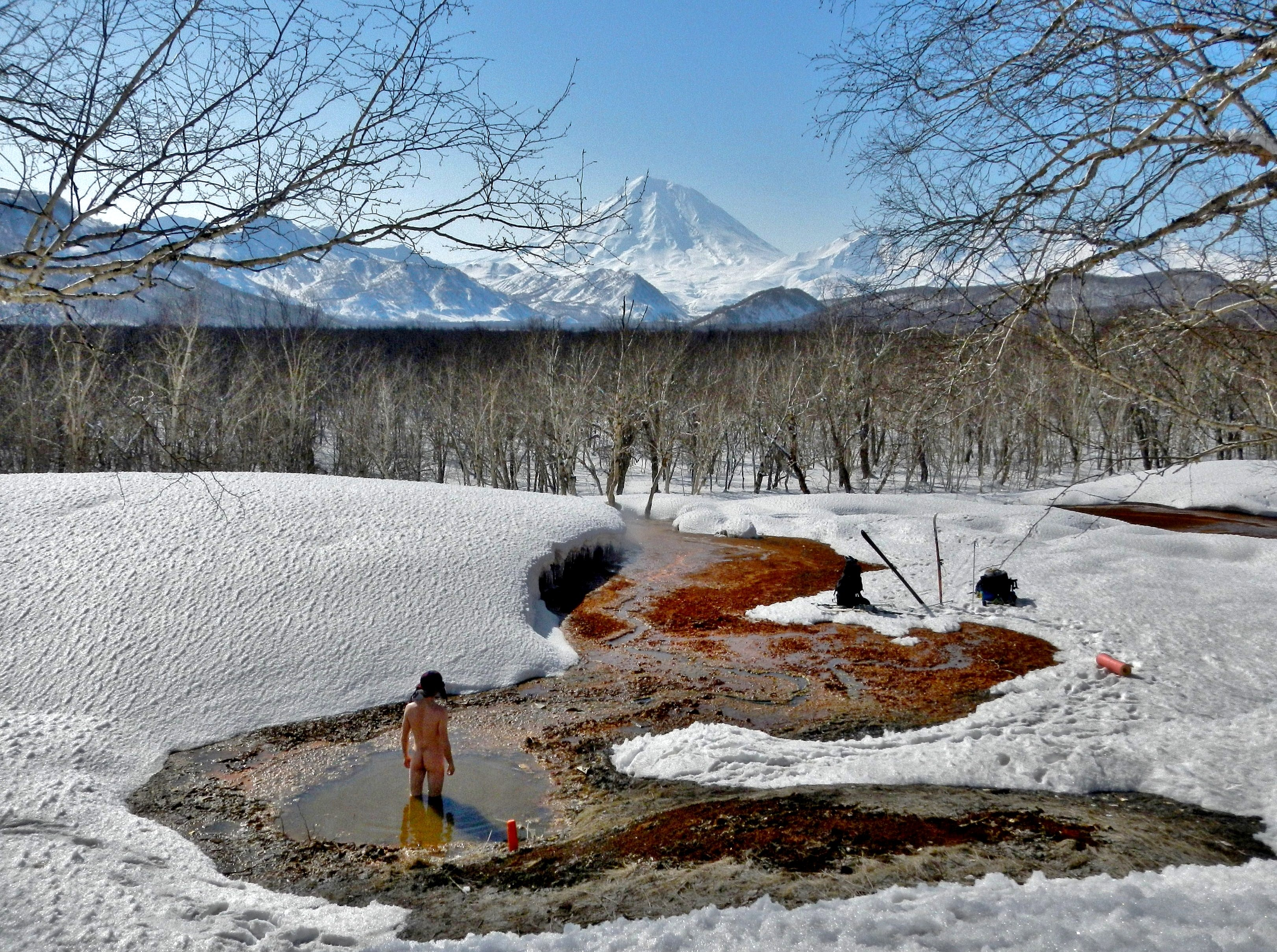
Termánlní prameny Krajevědčeskije